# Броненосные крейсера типа «Имперьюз»
Броненосные крейсера типа «Имперьюз» — проект кораблей британского королевского флота, стали развитием броненосных крейсеров типа «Нельсон». Всего построено два корабля: «Имперьюз» (англ. Imperieuse) и «Уорспайт» (англ. Warspite). Проект был признан неудачным и развития не получил. Линия британских броненосных крейсеров продолжилась проектом «Орландо».
Российский императорский флот построил по образцу «Имперьюз» броненосный крейсер «Адмирал Нахимов».

## Конструкция

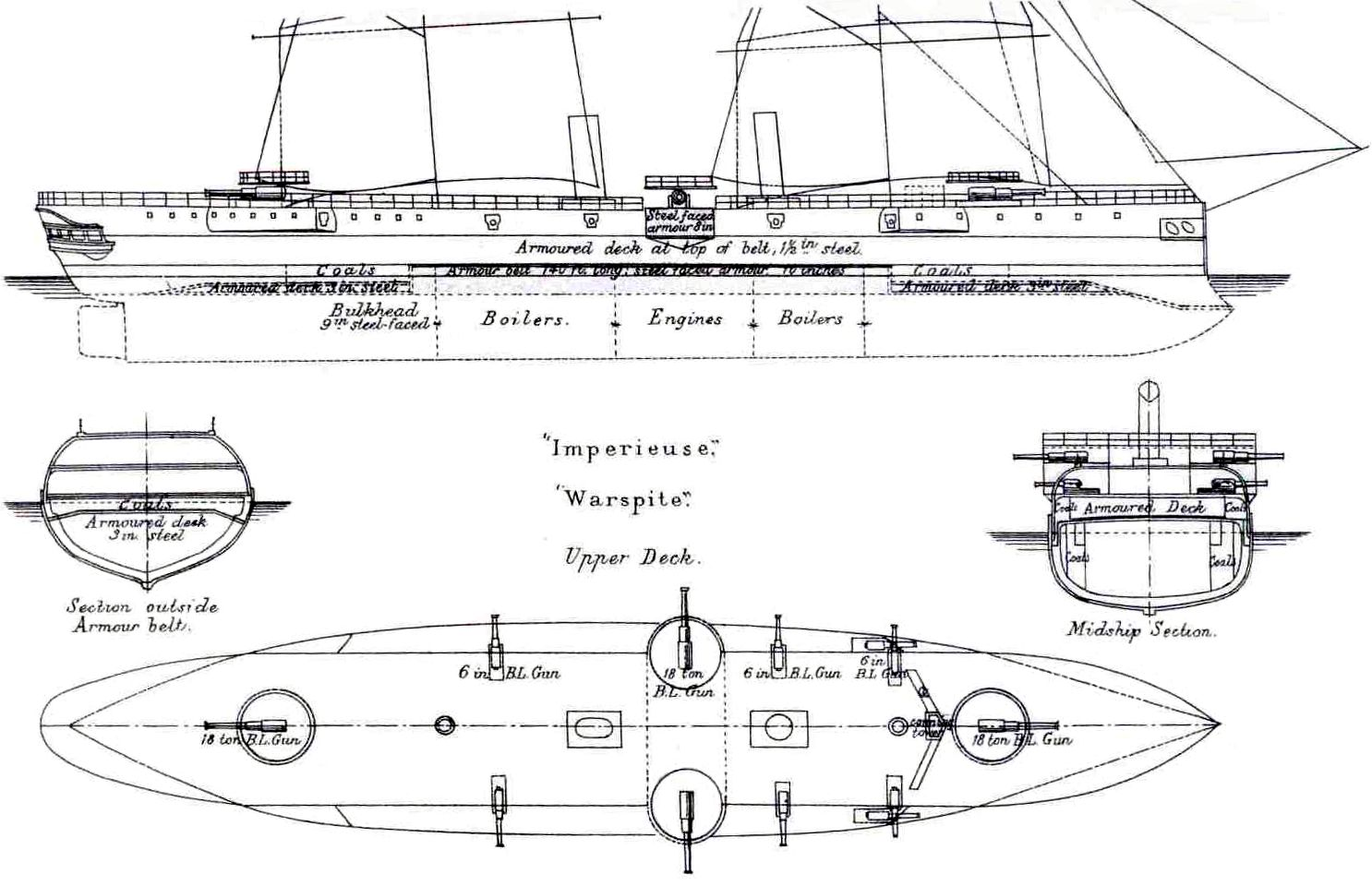
Броненосный крейсер «Имперьюз». Схема.

### Силовая установка
2 паровые машины типа компаунд обратного хода, 12 паровых котла. Запас угля 1130 тонн.

### Бронирование
Состояло из узкого броневого пояса толщиной 254 мм из брони типа «компаунд», прикрытого 51 мм палубой, и 102 мм палубы в оконечностях. Орудия имели башнеподобные щиты из 203 мм брони.

### Вооружение
Состояло из четырёх 234 мм орудия в четырёх палубных установках расположенных ромбически (две в оконечностях и две бортовые), а также из десяти 152 мм орудий.

## Служба
«Имперьюз» — заложен 10 августа 1881, спущен 18 декабря 1883, вступил в строй в августе 1886 года.
«Уорспайт» — заложен 25 октября 1881, спущен 29 января 1884, вступил в строй в июне 1888 года.